# Leptognathia birsteini
Leptognathia birsteini är en kräftdjursart som beskrevs av Rosalia Konstantinovna Kudinova-Pasternak 1965. Leptognathia birsteini ingår i släktet Leptognathia och familjen Leptognathiidae. Inga underarter finns listade i Catalogue of Life.